# Hoffmann 2CV Cabrio

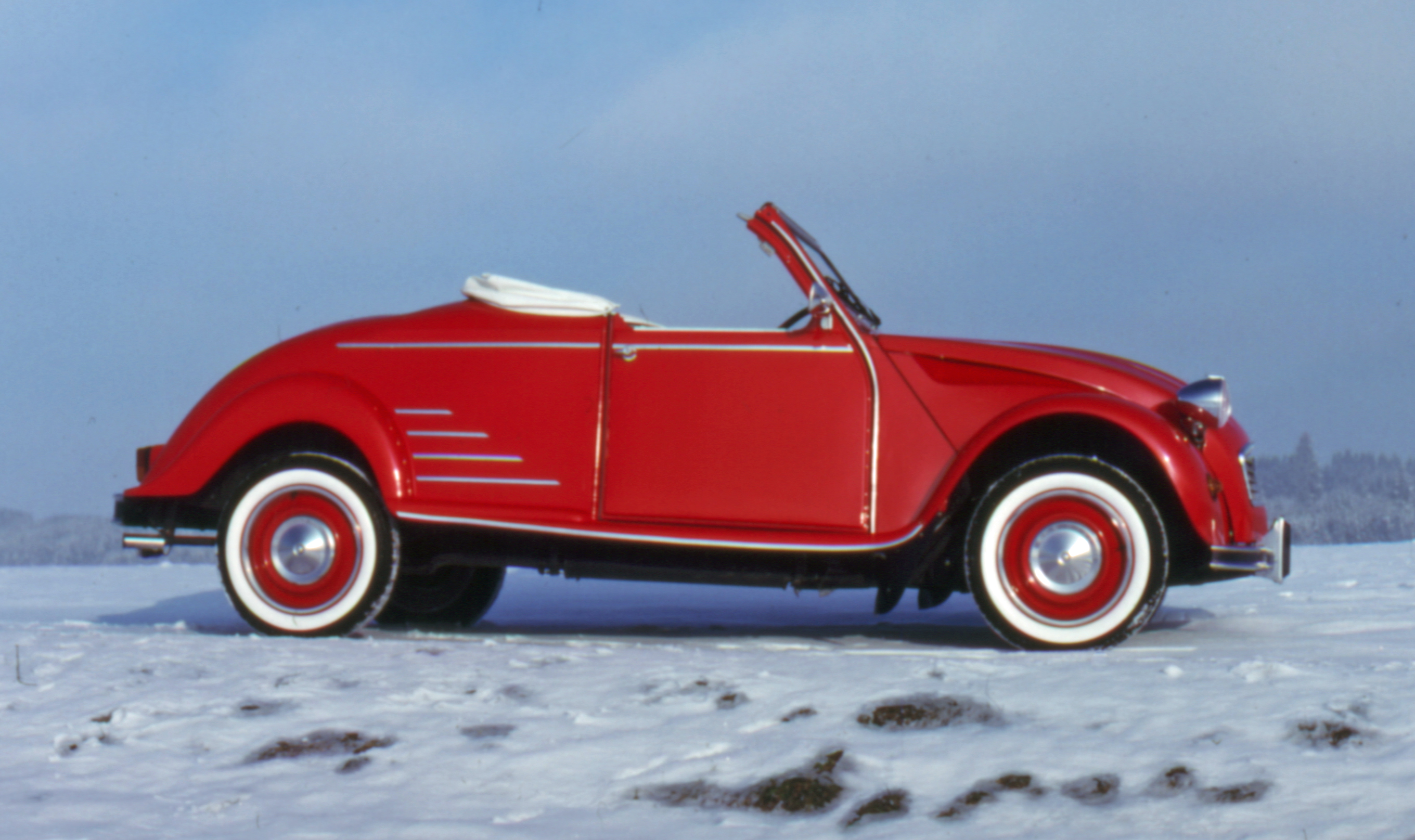
Hoffmann 2CV Cabrio

Das Hoffmann 2CV Cabrio ist ein Umbau auf Basis des Citroën 2CV (auch Ente genannt).
Wolfgang Hoffmann entwickelte 1988 das Design und den ersten Prototyp. Der Cabrioumbau ist als Bausatz konzipiert und so wurden viele Hoffmann 2CV Cabrios in Eigenregie umgearbeitet. Bis Ende 2007 verließen aber auch ungefähr 250 professionell gefertigte Fahrzeuge das Werk in Hohenfurch.
Der Umbausatz besteht aus einem Heckteil aus glasfaserverstärktem Kunststoff mit einem Stahlrohr-Verstärkungsrahmen, zwei Seitenfenstern, Cabrio Verdeck, Kofferraumdeckel und allen benötigten Kleinteilen wie Schrauben, Muttern, Scharnieren usw.
Bis heute wurden ca. 1700 Fahrzeuge dieser Art in Europa zugelassen, hauptsächlich in Deutschland und Frankreich, dem Heimatland des 2CV. Einige wenige Fahrzeuge wurden bis nach Japan oder in die USA ausgeliefert. 